# 豆瓣绿
豆瓣绿又名翡翠椒草（学名：Peperomia tetraphylla）、碧玉、一柱香、岩豆瓣、豆瓣草、豆瓣如意、四瓣金釵、指甲草、豆瓣打不死，为胡椒科草胡椒属下的一个种，分佈於亞、非、澳洲和紐西蘭，地生或附生。

## 扩展阅读
- 維基物種上的相關：豆瓣绿

[在维基数据编辑]
 《植物名實圖考·豆瓣綠》，出自吳其濬《植物名實圖考》